# LFLS Kaunas
Lietuvos fizinio lavinimosi sąjunga (LFLS) war der erste litauische Fußballverein. Er war beheimatet in Kaunas, das in der Zwischenkriegszeit provisorische Hauptstadt Litauens war.

## Geschichte
Den Anstoß zur LFLS-Gründung, und damit zur Einführung des Fußballs in Litauen, hatten im Jahr 1920 einige nach dem Ersten Weltkrieg zurückgekehrte Litauer zusammen mit einigen Ausländern – hauptsächlich zugewanderte Reichsdeutsche – gegeben. Die 1. Fußballmannschaft des Jahres 1920 bestand aus vier Litauern, vier Deutschen sowie je einem Serben, Juden und Engländer. 
Dieser multikulturelle Club beherrschte in der Anfangszeit den litauischen Fußball und gewann die ersten beiden ausgespielten Meistertitel 1922 und 1923. Später kamen noch die Meisterschaften 1927 und 1932 sowie 1942 hinzu. Der letzte Titel stellte  nach dem sowjetischen Einmarsch und der späteren Eingliederung in die Sowjetunion nur noch eine Regional-Meisterschaft dar. In der Zwischenzeit hatten andere litauische Teams, vor allem die jeweils sechsfachen Meister Kovas Kaunas und KSS Klaipėda aufgeholt und bestimmten neben dem LFLS das fußballerische Geschehen in der unabhängigen Baltenrepublik.  
Neben Fußball wurden beim LFLS hauptsächlich Leichtathletik und Tennis betrieben. Die Leichtathletik fand im Vyautas-Park in Kaunas statt, wo die Parkwege als Laufbahnen dienten. Hier wurden sogar die ersten litauischen Leichtathletik-Meisterschaften ausgetragen.
Nach 1945 verlieren sich die Spuren des Vereins. Zu vermuten ist, dass in Sowjetlitauen für den bürgerlichen Verein LFLS kein Platz mehr war. An die Stelle solcher Clubs – wie auch Kovas Kaunas – traten Betriebssportgemeinschaften nach sowjetischem Vorbild.